# Luther C. Peck
Luther Christopher Peck (* Januar 1800 in Connecticut; † 5. Februar 1876 in Nunda, New York) war ein US-amerikanischer Politiker. Zwischen 1837 und 1841 vertrat er den Bundesstaat New York im US-Repräsentantenhaus.

## Werdegang
Luther Peck besuchte vorbereitende Schulen. Nach einem anschließenden Jurastudium und seiner Zulassung als Rechtsanwalt begann er in seinem neuen Beruf zu arbeiten. Zwischenzeitlich übte er diesen im Allegheny County in Pennsylvania und später in Pike im Staat New York aus. In seiner jeweiligen Heimat bekleidete er einige lokale Ämter. Politisch schloss er sich der Whig Party an.
Bei den Kongresswahlen des Jahres 1836 wurde Peck im 30. Wahlbezirk von New York in das US-Repräsentantenhaus in Washington, D.C. gewählt, wo er am 4. März 1837 die Nachfolge von John Young antrat. Nach einer Wiederwahl konnte er bis zum 3. März 1841 zwei Legislaturperioden im Kongress absolvieren. Ab 1839 war er Vorsitzender des Committee on Revisal and Unfinished Business.
Nach dem Ende seiner Zeit im US-Repräsentantenhaus praktizierte Luther Peck wieder als Anwalt. In den 1850er Jahren schloss er sich der damals gegründeten Republikanischen Partei an. Er starb am 5. Februar 1876 in Nunda.